# 앨런 아이버슨
앨런 이제일 아이버슨(영어: Allen Ezail Iverson, 1975년 6월 7일~)은 미국의 은퇴한 농구 선수이다. 1996년 NBA드래프트 1라운드 1순위로 필라델피아 세븐티식서스에 지명되었다. 데뷔 첫 해, 리그 신인왕에 올랐으며, 총 4차례(98/99시즌, 00/01시즌, 01/02시즌, 04/05시즌)에 걸쳐 리그 전체 평균 득점 1위를 차지하였고, 00/01시즌에는 리그 MVP로 선정됨과 동시에 소속팀을 NBA final 준우승으로 이끌기도 하였다. 그는 작은 키에도 불구하고 앵클브레이커로 불리는 크로스오버 드리블과 장신의 선수들을 가볍게 제치는 볼 핸들링을 강점으로 하여 코트를 지배했다. 06/07시즌 중에 덴버 너기츠로 트레이드되었고, 08/09시즌 중 다시 디트로이트 피스턴스로 트레이드되었으나 시즌 이후에는 팀에서 방출되었으며, 09/10시즌을 앞두고는 멤피스 그리즐리스와 계약을 맺었지만 다시 3경기만에 방출되었다. 이에 한때는 은퇴를 선언하기도 하였으나 현재는 원 소속팀이었던 필라델피아 세븐티식서스로 복귀하여 활약했었다. 그는 2013년 10월 30일 NBA에서 공식적으로 은퇴하였다. ‘The Answer’라는 애칭을 갖고 있다.

## NBA 선수 시절
1996년 NBA 신인드래프트에서 당당하게 1순위로 지명된 아이버슨은 NBA 역사상 최단신 득점왕이자 최단신 MVP 수상자이기도 하다. 183cm(드래프트 기록을 보면 맨발로 정확히 6'0라고 기록되어 있다)의 최단신 축에 끼는 아이버슨은 데뷔 후 최고의 스코어러 반열에 단숨에 올라서며 주목을 받기 시작했으며, 신인 그리고 소포모어 시절에는 인터뷰에서 수차례 자신감을 피력했다가 버릇없는 신인선수로 오인받기도 하였다.
그의 NBA 입성에 맞추어 소속팀 필라델피아는 명장 래리 브라운 감독을 영입하면서 리빌딩을 시도하게 된다. 브라운은 아이버슨이 최단신임에도 불구하고 슈팅가드로 기용하는 파격적인 팀운영을 하였으며, 다소 득점본능이 높고 슈퍼스타 기질이 넘치는 아이버슨의 성향을 고려, 수비력 좋은 롤플레이어들 위주로 팀을 바꿔나가며 단시간내에 플레이오프 진출 팀으로 바꿔놓는다.
98/99시즌 아이버슨은 NBA 역사상 최단신으로 득점왕에 오르며, 성공적인 포지션 전향을 하였고, 처음 진출한 플레이오프 무대에서 앤퍼니 하더웨이가 이끄는 올랜도매직을 이기며 2라운드까지 진출하게 된다.
98/99시즌과 99/00시즌 플레이오프에 성공하였지만 2라운드의 벽을 못넘던 필라델피아와 리더 아이버슨은 언론의 도마에 오르며, 래리 브라운의 지도력 그리고 아이버슨의 훈련 태도 등에 관한 여러 가지 불화에 휩싸이게 된다.
00/01 시즌을 앞두고 아이버슨은 비교적 부상이 적은 몸으로 시즌을 시작하였고, 필라델피아는 연승행진을 이어가며 시즌을 시작한다. 이 시즌에 아이버슨은 다시 한번 득점왕에 오르며, 필라델피아를 동부 컨퍼런스 1위로 끌어올리며 팀을 한 단계 더 도약시키는 한편 자신은 정규시즌 MVP와 올스타전 MVP를 수상한다. 한편 필라델피아는 올스타전 이후 이전까지 활약하였던 테오 라틀리프를 부상을 이유로 애틀랜타의 수비형 센터 디켐버 무톰보로 트레이드하였으며 이는 단기적으로 우승에 도전하려는 구단의 승부수였다.
00/01 플레이오프에 들어서면서 아이버슨은 몸에 10군데가 넘는 골절, 타박상 등을 입고서도 프로선수가 보여줄 수 있는 극한의 투혼을 부여주며 농구팬들에게 다시 한번 어필을 하게 된다.